# Believe in Me (chanson de Bonnie Tyler)
Pour les articles homonymes, voir Believe in Me.
Chansons représentant le Royaume-Uni au Concours Eurovision de la chanson
Love Will Set You Free
(2012) Children of the Universe
(2014)
Believe in Me est une chanson interprétée par la chanteuse britannique Bonnie Tyler, pour représenter le Royaume-Uni au Concours Eurovision de la chanson 2013 à Malmö. Elle a été écrite et composée par Desmond Child, Lauren Christy, et Christopher Braide. Bonnie a gagné 2 awards à L'ESC Radio Awards.

## Charts
| Charts                                  | Top |
| --------------------------------------- | --- |
| iTunes Spain Download Chart             | 82  |
| UK Airplay Charts                       | 24  |
| Cambridge Airplay Charts                | 08  |
| Manx Radio Airplay Charts               | 04  |
| BBC Radio 2 Airplay Charts              | 04  |
| BBC Radio Devon Airplay Charts          | 08  |
| UK Airplay top 200 Airplay Charts       | 62  |
| Oljo Video Hits Aus Europa              | 48  |
| Oljo Video Love Songs                   | 41  |
| Oljo Video Neue Hits                    | 37  |
| EURO 200 Bubbling Under Week 03/05/2013 | 13  |
| UK Airplay Nielsen                      | 18  |
| UK Indie Singles                        | 10  |
| UK Top 100 Singles                      | 93  |
| HOT 100 UK                              | 68  |
| Top 40 UK Sales & Airplay               | 21  |
| Top 100 World Singles Official          | 59  |
| Top 100 Airplay World Official          | 57  |

## Eurovision Song Contest Radio Awards 2013
| Year | Nominated work  | Award              | Result  |
| ---- | --------------- | ------------------ | ------- |
| 2013 | "Believe in Me" | Best Song          | Lauréat |
| 2013 | Herself         | Best Female Singer | Lauréat |